# Trolle Rhodin (född 1988)
Trolle Peter Rhodin, Trolle Rhodin III, född 9 december 1988, är en svensk cirkusdirektör. Sedan 2018 är han fjärde generationens ledare för Cirkus Brazil Jack.
Rhodin kommer från en känd cirkussläkt med romsk bakgrund och växte upp i cirkusmiljö. Hans mor är den rumänska lindansaren Carmen Lupascu och hans far Trolle Jr ledde cirkusen innan Rhodin tog över. Längre tillbaka i släktleden finns bland andra Carl Rhodin som framträdde under artistnamnet Brazil Jack, trollkarlen Max Alexander samt dansösen och operasångerskan Pandora Laurent (som härstammade från Jean Baptiste Laurent, ledare för en fransk teatertrupp som lockades till Sverige av drottning Lovisa Ulrika på 1700-talet).
Efter att hans yngre bror, Max Rhodin, tagit sitt liv fick Trolle vid 23 års ålder ensam axla ett stort ansvar för Cirkus Brazil Jack.
Under Trolle Rhodins ledning har cirkusen genomgått storskaliga förändringar, där såväl djur som klassiskt vitsminkade clowner inte längre figurerar. Trolle Rhodin har även arbetat länge för att minska cirkusens klimatutsläpp, 2023 blev Cirkus Brazil Jack världens första batteridrivna cirkus.
Den 1 juli 2024 var Trolle Rhodin värd för Sommar i P1, hans avsnitt blev det näst mest lyssnade i linjär radiosändning.